# Берд (Јерменија)
Берд (јерм. Բերդ) је град у Јерменији. По подацима из 2015. у граду је 7.800 живело становника.